# Canace actites
Canace actites är en tvåvingeart som beskrevs av Wayne N. Mathis 1982. Canace actites ingår i släktet Canace och familjen Canacidae. Inga underarter finns listade i Catalogue of Life.